# 后汉河中之战
后汉河中之战，后汉平定河中节度使（治今山西永济西蒲州镇）李守贞与永兴军节度使（治今陕西西安）赵思绾、凤翔节度使（治今陕西凤翔县）王景崇的作战。
948年正月，后汉高祖刘知远驾崩。二月，十八岁的刘承祐嗣位，为汉隐帝。三月，护国军节度使李守贞以汉隐帝年少，修城缮甲，想要在河中府反乱。永兴节度使赵思绾也反叛后汉，联合李守贞。李守贞自称秦王，派部将王继勋占据潼关。汉隐帝轻信前凤翔节度使侯益之言，将凤翔巡检使王景崇改任邠州（今陕西彬县）留后。王景崇拖延赴任，发动凤翔府、鄜州之兵，联合赵思绾、李守贞三镇连反。汉隐帝派军攻打。四月，命郭从义为永兴行营都部署，率侍卫军出澶州（今河南濮阳市），让他攻打潼关、永兴军。白文珂为河中行营都部署，率军从陕州进军同州（今陕西大荔县），昭义节度使常思率潞州（今山西长治）兵抵达潼关，两路联合攻打河中。命赵晖任凤翔节度使屯咸阳，攻打凤翔。数月内，各路军迟延不战，汉隐帝命郭威为西面军前招慰安抚使，统率诸军。八月初六，郭威率领京师护圣军抵达陕州，与诸将商议如何进攻，决定集重兵攻河中，余部攻凤翔、永兴。派赵晖出咸阳攻凤翔，郭从义攻永兴，郭威率军出陕州，白文珂率军出同州，常思率军出潼关，三路一起攻打河中。八月二十三日，白文珂攻克河中西关城，郭威、常思抵达城东、城南。栅营合围后，诸将急欲攻城，郭威筑连城，挖长壕，长久围困，派水军断绝李守贞水上通路。九月，河中突围不成，遣使向南唐、后蜀、辽国求救，被后汉军破获。凤翔、永兴也分别派使者乞求后蜀救援。赵晖部将在散关（今陕西宝鸡西南）击败后蜀援军，又攻克凤翔外城。十月，赵晖让一千余人举起来后蜀军帜，假称后蜀援军到达，伏击歼灭数千人王景崇出迎之兵。后蜀援军又被赵晖两次击退。949年正月初四夜，李守贞派副将王继勋率千余精兵沿河向南，突袭西岸汉军。刘词率军将他们击退，七百人阵亡。四月，河中粮食将要吃完，李守贞派五千余兵分五路突围西北，被后汉都监吴虔裕击退，过半死伤。五月，李守贞再被汉军击败，汉军俘获其将魏延朗等人。河中军心离散，将领相继出降，郭威下令全军攻城。五月二十二日，永兴粮尽，赵思綰投降。七月，汉军攻破河中外城，李守贞退守子城，粮斷力竭，自焚而亡。凤翔王景崇孤军死守。十二月，赵晖破凤翔城，王景崇也自焚而亡。